# Mary Lakeland
Mary Lakeland eller Mary Lackland, även kallad Mother Lakeland och “Ipswich Witch” , död 9 september 1645 i Ipswich, var en engelsk kvinna som avrättades för häxeri. Hon är känd som den kanske enda person som blivit avrättad för häxeri genom bränning på bål i England, där man normalt avrättade personer dömda för trolldom genom hängning. 
Hon anklagades för att ha mördat sin make barberaren John Lakeland med hjälp av trolldom. Hon bekände mordet. Hon bekände också att hon hade ett antal trolldjur, imps, som sög blod ur ett sår på hennes hand som hon fått av Djävulen, och att hennes imps hade skadat och till och med dödat andra människor på hennes order. 
Vanligen avrättades "häxor" i England genom hängning, och bränning som avrättningsmetod användes enbart för personer dömda för förräderi, inte häxeri. Lakeland avrättades genom bränning på bål därför att hon hade använt häxkonst för att döda sin make. Mord på en make räknades dock som petty treason, en mindre form av förräderi, därför att en make sågs som en hustrus överordnade, och hustrur som hade mördat sina män avrättades därför genom denna metod. Hon blev därmed en av få, kanske den enda, "häxa" i England som är bekräftad att ha blivit bränd på bål. Ytterligare nio personer, åtta kvinnor och en man, åtalades för häxeri i Ipswich 1645, men nästan alla frikändes. Hon avrättades samtidigt som sin dömda medbrottsling Alice Denham, som avrättades genom hängning. De var de sista som avrättades för detta brott i staden. 
En pamflett utgavs om hennes fall i hennes samtid, The Laws Against Witches and Conjuration. London: 1645, 8.